# Териториален диалект
Териториалният диалект (или териториалният говор) е разновидност на езика, която се използва на част от езиковата територия и служи като пълноценно средство за общуване на населението на тази територия, задоволявайки всички негови нужди. Териториалните диалекти имат много по-голямо значение за общуването и изобщо за езика от социалните, поради което на тях са посветени много повече изследвания.
В диалектологията отделните териториални диалекти се описват и класифицират, правят се сравнения между тях, изучава се как на езиковата територия се извършва преходът от един диалект към друг, историята на отделните диалекти, а въз основа на развойните процеси, които протичат, се правят опити за прогнозиране на бъдещото им развитие.
Териториалните диалекти на един език обикновено се различават най-вече по речниковия си състав, фонетиката и ударението, а в по-малка степен по морфологията и синтаксиса си. Някои езици се отличават със значително диалектно многообразие, а други — не.